# Drive (novela)
Drive es una novela escrita por James Sallis, que forma parte del género policíaco o la novela negra. Publicada originalmente en los Estados Unidos en 2006 por Marine Books ha sido traducida a las principales lenguas. En castellano fue publicada en 2009 en la Serie Negra de RBA editores y traducida por Juanjo Estrella.
La novela relata la doble vida de un especialista en conducción, Driver, que por las mañanas trabaja de doble en las películas de acción y, gracias a su habilidad, por las noches es el chófer o conductor de criminales y atracadores. Es un hombre enigmático y frío, sin aparentes sentimientos, pero que muestra sensibilidad ante los niños. 
Considera los dos trabajos como parte de su quehacer profesional, delimitando exactamente su cometido “Yo no participo, no conozco a nadie, no llevo armas. Yo solo conduzco”.
La novela fue llevada al cine en 2011 como Drive, protagonizada por  Ryan Gosling y Carey Mulligan, y obtuvo muchas mejores críticas que la propia publicación.  El mismo éxito de la película ha supuesto una nueva entrega literaria,  El regreso de Driver (Driven, 2013) que también ha publicado RBA.